# Harald Pusch
Harald Pusch (geboren 1946) ist ein deutscher Science-Fiction-Herausgeber, -Übersetzer und -Autor.

## Leben
Von 1983 bis 1990 war Pusch Herausgeber und Redakteur der Science Fiction Times. Zusammen mit Ronald M. Hahn veröffentlichte er 1983 den Zeitreise-Roman Die Temponauten, der für den Kurd-Laßwitz-Preis nominiert und ins Englische, Französische und Italienische übersetzt wurde. Zusammen mit Hans Joachim Alpers gab er den Essay-Band Isaac Asimov – der Tausendjahresplaner heraus und verfasste außerdem eine Reihe biographischer Artikel für das im Corian-Verlag erschienene Bibliographische Lexikon der utopisch-phantastischen Literatur. Seither ist er vor allem als Übersetzer in Erscheinung getreten, unter anderem von Barrington J. Bayleys Der Vernichtungsfaktor sowie diverser Star-Trek-Romane.

## Bibliografie
Roman
- als Peter Toole: Der Planet der schlafenden Toten. Jugendbuch. Franz Schneider (Die phantastische Reihe), 1981, ISBN 3-505-07285-0.
- mit Ronald M. Hahn: Die Temponauten. Corian (Neue deutsche Science Fiction), 1983, ISBN 3-89048-103-5. Neuausgabe als E-Book: Apex, 2016, ISBN 978-3-7396-6101-8.

Sachliteratur
- mit Hans Joachim Alpers: Isaac Asimov – der Tausendjahresplaner. Corian (Edition Futurum #2), 1984, ISBN 3-89048-202-3.

Übersetzungen
- Barrington J. Bayley: Der Vernichtungsfaktor. 1985.

Classic:
- Margaret Wander Bonanno: Die Sonde. 2014.
- Diane Carey: Kirks Bestimmung. 2014.
- Diane Carey, James I. Kirkland: Keine Spur von Menschen. 2014.
- J. M. Dillard: Sabotage. 2014.
- Mel Gilden: Die Raumschiff-Falle. 2014.
- L. A. Graf: Der Saboteur. 2014.

The Next Generation:
- John Vornholt: Der Test. 2014.

Deep Space Nine:
- Nathan Archer: Walhalla. 2014.

Voyager:
- Nathan Archer: Ragnarök. 2014.